# 全真㥠
全真㥠（韓語：전진서，2006年5月28日—），童星出身的韩国男演员，因出演热门电视剧《夫妻的世界》而被观众熟知。

## 爭議
2020年5月10日，全真㥠因被曝在社交媒体上有厌女症内容发言及在于网友的对话中使用侮辱性字眼而向公众道歉。

## 演出作品

### 电视剧
| 年份   | 劇名                             | 角色             |  |
| ------ | -------------------------------- | ---------------- |  |
| 2012年 | 《不能沒有你的生活》             | 金致道（童年）   |  |
| 2012年 | 《因为是你才喜欢》               | 徐太阳           |  |
| 2013年 | 《来自星星的你》                 | 千允才（童年）   |  |
| 2013年 | 《温暖的一句话》                 | 柳惠俊（童年）   |  |
| 2013年 | 《帝王之女守百香》               | 百济圣王（童年） |  |
| 2013年 | 《主君的太阳》                   | 鬼孩子           |  |
| 2013年 | 《继承者们》                     | 金覃（童年）     |  |
| 2013年 | 《在非洲生存的方法》             |                  |  |
| 2013年 | 《；‧，！：我妈妈爸爸奶奶安娜》  | 我               |  |
| 2013年 | 《请值夜班》                     | 泰修             |  |
| 2014年 | 《那个夏天的尽头》               | 金初龙           |  |
| 2014年 | 《坏家伙们》                     | 金英俊           |  |
| 2014年 | 《妈妈》                         | 徐玄秀           |  |
| 2014年 | 《清潭洞丑闻》                   | 张书俊（童年）   |  |
| 2014年 | 《向着明天奔跑》                 | 崔江洲（童年）   |  |
| 2015年 | 《六龙飞天》                     | 恩浩             |  |
| 2015年 | 《我的女兒，琴四月》             | 姜灿彬（童年）   |  |
| 2015年 | 《假面》                         | 崔珉宇（童年）   |  |
| 2015年 | 《华政》                         | 永昌大君         |  |
| 2015年 | 《向着明天奔跑》                 | 韩四五           |  |
| 2016年 | 《蓝色海洋的传说》               | 许俊宰（童年）   |  |
| 2016年 | 《灰姑娘与四骑士》               | 姜贤珉（童年）   |  |
| 2016年 | 《家和万事成》                   | 徐英宇           |  |
| 2017年 | 《地狱使者》                     | Leo（童年）      |  |
| 2017年 | 《魔术学校》                     | 李成（童年）     |  |
| 2017年 | 《再次相遇的世界》               | 成海澈（童年）   |  |
| 2017年 | 《我的野蛮女友》                 | 甄优（童年）     |  |
| 2017年 | 《小偷家伙，小偷骗子》           | 李允浩（童年）   |  |
| 2018年 | 《阳光先生》                     | 崔宥镇（少年）   |  |
| 2018年 | 《大君－绘制爱情》               | 李徽（童年）     |  |
| 2019年 | 《绿豆传》                       | 车律武（少年）   |  |
| 2019年 | 《优雅的家》                     | 毛书镇           |  |
| 2020年 | 《夫妻的世界》                   | 李俊英           |  |
| 2024年 | 《Begins ≠ Youth》 (2021年 拍攝) | 田濟夏           |  |

### 電影
| 年份   | 片名     | 角色         |
| ------ | -------- | ------------ |
| 2018年 | 《人狼》 | 李允熙的弟弟 |